# 丁聪
丁聪（1916年12月—2009年5月26日），笔名小丁，男，上海金山人，中国漫画家。

## 生平
1916年出生于今上海金山区枫泾镇。1930年代初开始发表漫画，以创作讽刺性漫画为主。1947年一度移居香港。中华人民共和国成立后，任《人民画报》副总编辑。1957年被打成右派，以后的20多年间，丁聪最初被送往北大荒，后来又去了天津团泊洼干校。“文化大革命”中又被送到黄村干校养猪。直到1979年春节，丁聪才得到平反。其后恢复创作，在《读书》杂志上开有专栏。
2009年5月26日，因脑血栓引发肺部感染，在北京去世。葬于上海金山區枫泾镇枫泾公墓。

## 家庭
父亲是画家丁悚，1956年与夫人沈崇结婚。有报道称丁聪夫人名沈峻，并非沈崇，但在其去世后被证实沈峻即为1946年沈崇案的當事人沈崇。儿子是丁小一。